# آرثر كيو. براين
آرثر كيو. براين (بالإنجليزية: Arthur Q. Bryan)‏ ولد وتوفي (8 مايو 1899- 18 نوفمبر 1959). كان ممثل أصوات وكوميديان أمريكي، عرف بدور الدكتور غامبل في برنامج الراديو فيبر مكغي آند مولي، وصوت شخصية إلمر فاد في كارتون وارنر براذرز.

## بدايات العمل
ولد براين في بروكلين، نيويورك، تربى برغبة قوية للعمل في البرامج، وجد عملا كمعلق أفلام في هوليوود، ثم تولى أداء صوت شخصية إيغهيد وإلمر فاد في كارتون وارنر براذرز التي كانت تنتجها ليون شليسنجر برودكشنز.
مرافقا لباغز باني، دافي داك، وبوركي بيغ بأصوات ميل بلانك، كان إلمر فاد أحد النجوم الأوائل لكارتون وارنر براذرز، الشخصية البطيئة في الحديث، البطيئة في الإدراك، وذات «اللثغة» في الحديث. إلمر فاد هو صياد هاو عرف بتحدثه بلكنة بروكلين (مسقط رأس براين) ولثغته باستبدال صوت حرفي L وR بصوت حرف W. هذه اللثغة استخدمت في عناوين الأفلام القصيرة التي يشارك إلمر فيها مع باغز باني، مثل وابيت تووبل، في هذا الفيلم كتبت أسماء فريق العمل بطريقة إلمر في الكلام (المخرج روبرت كلامبيت كتب اسمه «ووبرت كوامبيت»)، كما وظهر إلمر لأول مرة بشكل سمين، في تصميم يشابه ممثله براين.

## الراديو
لم يذهب عمل براين في الرسوم المتحركة هباء، بل طلب منه في برامج الراديو استخدام صوت فاد في التمثيل، سرعان ما نال براين اهتمام المنتجين دون كوين وفيل ليسلي ببرنامج الراديو فيبر مكغي آند مولي. في هذا البرنامج، كان براين يؤدي شخصية الدكتور غامبل، هذه الشخصية كانت مختلفة جدا عن إلمر فاد، فكانت أكثر ذكاء، أعلى ثقافة، وأكثر تفوقا من نظريتها شخصية مكغي، بينما إلمر كان العكس تماما.

## الأفلام
لم يقتحم براين مجال الأفلام بقوة، بل اقتصر ظهوره في الأدوار الصغيرة التي يقوم بها بتقليد إلمر فاد. إلا أنه ظهر في أفلام ناجحة مثل سامسون آند دليلاه.

## التلفزيون
قدم براين دورا صغيرا في مسلسل بروفشنال فاذر عام 1955.

## وفاته
براين مات بنوبة قلبية مفاجئة في 18 نوفمبر 1959. تولى هال سميث تقديم صوت إلمر فاد في إنتاجات لووني تونز اللاحقة، كما قدم ميل بلانك الصوت نفسه في عروض السبعينات التلفزيونية الخاصة. دفن براين في مقبرة فالهالا ميموريال بارك.

## إرثه
في عروض DVD الخاصة لكارتون واتس أوبيرا، داك، سمع حديث بين بلانك وبراين أثناء جلسة التسجيل في نادرة لسماع صوت براين الحقيقي من دون اللثغة. صوت براين الحقيقي سمع في فيلم أ بيست إن ذا هاوس بدور النزيل المرهق، حيث يتحدث براين مع نفسه، بينما كان إلمر فاد هو مدير الفندق.

## وصلات خارجية
- آرثر كيو. براين على موقع IMDb (الإنجليزية)
- آرثر كيو. براين على موقع ألو سيني (الفرنسية)
- آرثر كيو. براين على موقع ميوزك برينز (الإنجليزية)
- آرثر كيو. براين على موقع أول موفي (الإنجليزية)
- آرثر كيو. براين على موقع قاعدة بيانات برودواي على الإنترنت (الإنجليزية)
- آرثر كيو. براين على موقع قاعدة بيانات الأفلام السويدية (السويدية)
- آرثر كيو. براين على موقع ديسكوغز (الإنجليزية)
- آرثر كيو. براين على موقع قاعدة بيانات الفيلم (الإنجليزية)
- آرثر كيو. براين على موقع كينوبويسك (الروسية)
- Fibber McGee & Molly، حلقات من مسلسل الراديو